# ...And Then There Were Three...
| 평가 점수                     | 평가 점수 |
| 출처                          | 점수      |
| ----------------------------- | --------- |
| AllMusic                      | [ 2 ]     |
| Christgau's Record Guide      | D+        |
| MusicHound Rock               | 1.5/5     |
| Q                             | [ 5 ]     |
| The Rolling Stone Album Guide | [ 6 ]     |

《...And Then There Were Three...》는 영국의 록 밴드 제네시스의 아홉 번째 스튜디오 음반이다. 1978년 3월 31일, 카리스마 레코드에 의해 발매되었으며 기타리스트 스티브 해킷의 탈퇴 이후 가수 겸 드러머 필 콜린스, 키보디스트 토니 뱅크스, 베이시스트 겸 기타리스트 마이크 러더퍼드의 트리오로 첫 녹음이다. 이 음반은 밴드의 사운드에 변화를 주었고, 그들의 프로그레시브 록 뿌리의 요소들을 더 접근하기 쉬운 재료들과 섞었고, 콜린스는 그룹의 작곡에 더 많은 기여를 했다.
이 음반은 비평가들로부터 엇갈린 평가를 받았지만, 영국 음반 차트에서 3위, 미국 빌보드 200에서 14위에 올랐다. 리드 싱글 〈Follow You Follow Me〉는 영국에서 7위, 미국에서 23위에 오르며 그들의 최고 차트가 되었다. 이 음반은 1988년 미국 음반 산업 협회로부터 플래티넘 인증을 받았다. 이를 더욱 홍보하기 위해 제네시스는 라이브 기타리스트 대릴 스튜머와 드러머 체스터 톰슨과 함께 전 세계를 순회했으며, 둘 다 향후 30년간 밴드의 투어 라인업의 주요 멤버가 되었다. 이 음반은 2007년 5.1 서라운드 사운드로 설정된 《Genesis 1976–1982》 박스와 닉 데이비스의 새로운 스테레오 믹스의 일부로 리믹스되었다.

## 배경
1977년 7월, 드러머 겸 보컬리스트 필 콜린스, 키보디스트 토니 뱅크스, 베이시스트 마이크 러더퍼드, 기타리스트 스티브 해킷, 투어 드러머 체스터 톰슨의 제네시스 라인업이 그들의 여덟 번째 스튜디오 음반인 《Wind & Wuthering》을 지원하기 위해 투어를 마쳤다. 1977년 8월, 밴드는 두 번째 라이브 음반인 《Seconds Out》을 편집하고 혼합하기 시작했고, 이 기간 동안 해킷은 솔로 경력을 추구하기 위해 일시적으로 밴드를 떠났다. 1975년, 그는 성공적인 솔로 음반 《Voyage of the Acolyte》를 발매했는데, 이 음반에는 제네시스의 몇몇 멤버들이 참여했다. 자신의 아이디어에 대한 밴드의 관심 부족에 점점 더 좌절감을 느낀 그는 그룹을 떠나기로 결정했다. 1979년까지, 제네시스의 나머지 멤버들은 이미 그들 자신의 솔로 음반을 만들기 시작했다. 제네시스가 최근 매디슨 스퀘어 가든에서 공연했기 때문에 해킷은 그룹이 정점에 도달했다고 느꼈고, 따라서 그는 그들과 공연을 계속할 이유가 없었다. 그의 탈퇴는 콜린스, 뱅크스, 러더퍼드가 《Seconds Out》을 홍보하던 10월 8일까지 공개되지 않았다(그리고 그들의 아홉 번째 음반인 《...And Then There Were Three...》의 작업을 마쳤다). 3인조는 〈Supper's Ready〉의 〈Apocalypse in 9/8〉 섹션, 〈The Cinema Show〉의 기악 부분, 《A Trick of the Tail》의 기초(해킷이 첫 솔로 음반을 작업하는 동안 작성됨) 등 여러 제네시스 클래식의 중추를 형성했기 때문에 자신들이 계속할 수 있다고 확신했다. 그들은 또한 해킷을 대신할 사람을 고용하지 않기로 동의했고, 대신 그들의 음반 자체에 모든 기악 작업을 수행하는 것을 선택했다.

## 발매
《...And Then There Were Three...》는 1978년 3월 31일 영국에서, 3월 28일 미국에서 애틀랜틱 레코드에서 발매되었다. 이 음반은 32주간 차트에 머무르는 동안 영국 음반 차트에서 3위에 올랐고 미국 빌보드 200에서는 14위에 올랐다. 이 음반은 계속해서 팔렸고 1978년 5월 31일 미국 음반 산업 협회로부터 미국에서 500,000장이 팔리면서 골드 인증을 받았다. 1988년 2월 11일 백만 장을 팔아 플래티넘 지위에 도달했다. 이 음반은 제네시스의 상업적인 돌파구로 여겨졌는데, 그 전에는 항상 적자로 운영되었던 투어에서 수익을 낼 수 있을 정도로 충분히 많은 관객을 끌어 모았기 때문이다.
제네시스는 《...And Then There Were Three...》의 두 싱글을 발매했다. 리드 싱글인 〈Follow You Follow Me〉는 영국에서 7위로 정점을 찍으며 그들의 결성 이후 가장 성공적인 싱글이 되었다.

## 곡 목록
모든 곡들은 특별한 언급이 없는 한 토니 뱅크스, 필 콜린스 그리고 마이크 러더퍼드에 의해 작사/작곡하였다.
| #  | 제목              | 작사·작곡 | 재생 시간 |
| -- | ----------------- | --------- | --------- |
| 1. | 〈Down and Out〉  |           | 5:28      |
| 2. | 〈Undertow〉      | 뱅크스    | 4:47      |
| 3. | 〈Ballad of Big〉 |           | 4:51      |
| 4. | 〈Snowbound〉     | 러더퍼드  | 4:31      |
| 5. | 〈Burning Rope〉  | 뱅크스    | 7:10      |

| #  | 제목                            | 작사·작곡      | 재생 시간 |
| -- | ------------------------------- | -------------- | --------- |
| 1. | 〈Deep in the Motherlode〉      | 러더퍼드       | 5:16      |
| 2. | 〈Many Too Many〉               | 뱅크스, 콜린스 | 3:32      |
| 3. | 〈Scenes from a Night's Dream〉 | 뱅크스         | 3:30      |
| 4. | 〈Say It's Alright Joe〉        | 러더퍼드       | 4:21      |
| 5. | 〈The Lady Lies〉               | 뱅크스         | 6:08      |
| 6. | 〈Follow You Follow Me〉        |                | 4:01      |

## 인증
| 국가                                                  | 인증     | 판매량/출하량 |
| ----------------------------------------------------- | -------- | ------------- |
| 캐나다 (뮤직 캐나다)                                  | 골드     | 50,000^       |
| 프랑스 (SNEP)                                         | 골드     | 100,000*      |
| 독일 (BVMI)                                           | 골드     | 250,000^      |
| 네덜란드 (NVPI)                                       | 골드     | 50,000^       |
| 영국 (BPI)                                            | 골드     | 100,000^      |
| 미국 (RIAA)                                           | 플래티넘 | 1,000,000^    |
| *판매량을 기반으로 한 인증 ^출하량을 기반으로 한 인증 |          |               |